# إيثان بينوك
إيثان روبرت بينوك (بالإنجليزية: Ethan Rupert Pinnock) هو لاعب كرة قدم إنجليزي من أصل جامايكي يلعب في مركز قلب الدفاع، ولد في 29 مايو 1993 في لندن في إنجلترا. لعب مع فوريست غرين.

## وصلات خارجية
- إيثان بينوك على موقع قاعدة بيانات كرة القدم.إي يو (الإنجليزية)
- إيثان بينوك على موقع ناشيونال فوتبول تيمز (الإنجليزية)
- إيثان بينوك على موقع Soccerbase.com (لاعب) (الإنجليزية)
- إيثان بينوك على موقع Soccerway.com (الإنجليزية)
- إيثان بينوك على موقع عالم كرة القدم.نت (الإنجليزية)